# Ante Marasović
Ante Marasović "Mirko" (Drniš, 17. lipnja 1912. — kod Bola, 17. listopada 1943.), hrvatski pripadnik pokreta otpora u Drugome svjetskom ratu i komunist. Po ulozi je bio jedan od najznačajnijih rukovodilaca Partije i komunističke revolucije u Splitu i Dalmaciji.

## Životopis
Rodio se je u Drnišu.
U Bijeljini je učlanio u KPJ.
Uhićen je i zbog revolucionarnog rada državni ga je sud za zaštitu države 1933. godine osudio na 4 godine robije i pet godina gubitka građanskih prava. Robijao je u Srijemskoj Mitrovici, gdje je obolio od tuberkuloze pluća. Od 1938.  godine do napada osovinskih zemalja (nacističke Njemačke, fašističke Italije i dr.) na Jugoslaviju živio je u Beogradu.:299. Ondje se se je uključio u organizirani stranački rad.
Tada je odlukom Partije otišao u Sarajevo. Svibnja 1941. godine došao je na stranačkirad u Split.:299.
Čim je došao u Split preuzeo je organizaciju Partije i rad partijske tehnike. U tom je poslu bio glavni i nezaobilazan. Djelovao je kao obavještajac ilegalaca: u njegovoj nadležnosti bilo je organiziranje izrade krivotvorenih osobnih i nih isprava, propusnica i sl. Vješto oponašajući potpis talijanskog prefekta za Split, fašista Paola Zerbina, izvukao je mnoge ilegalce. Obavještajnu službu ilegalaca dobro je i svestrano organizirao u vrlo malo vremena. Kad je Končar bio izrazio nezadovoljstvo radom tehnike, za rukovoditelja je postavljen Marasović, što se je osjetilo odmah u radu, pa je tehnika uz redovne poslove (novine, cirkulari, letci i sl.), izrađivala osobne i isprave za ilegalce, dozvole za kretanje po gradu noću i ino.:283.
Pokrajinski komitet KPH odlučio je pokrenuti vlastito glasilo. MK KPH Split odmah je sproveo odluku o tiskanju Našeg izvještaja. Bio je tiskan u 1000 do 1500 primjeraka na ciklostilu. Mjesto sastanka uredništva bilo je na Pojišanu kod crkve, u stanu inženjera Ive Vukovića. Ondje je stanovao i član uredništva Geršković. Uredništvo su činili: Ivan Lučić Lavčević, Leon Geršković "Atleta", Marin, Ante Marasović "Mirko" i Zlata Šegvić. Surađivali su u listu: Zdenko Štambuk, Šerif Šehović i Nikola Babarović.:139.
Napredovao je na položaju u Partiji. Potkraj 1942. je član Plenuma i nešto poslije Biroa Pokrajinskog komiteta KPH (PK KPH) za Dalmaciju. Od svibnja 1942. godine "dušom" je NOP-a u Splitu, jer se tad PK KPH preselio iz Splita na Dinaru i tako je sve bilo do predaje Italije. Zadaće su ga često vodile na opasna kretanja, jer je putovao iz kroz dva osovinska područja, kroz ozemlja koja je držala Italija te ono koje je bilo pod nadzorom snaga NDH pa do ozemlja pod nadzorom partizana. Tako je bilo do kobnog leta. Tad je bio na Braču. PK KPH za Dalmaciju ga je uputio u Livno. Poletio je hidrozrakoplovom koji je pretrpio nesreću u kojoj je Marasović poginuo.
U Splitu je na Bačvicama bila postavljena njegova bista.